# Marko Horvacki (sudac)
Marko Horvacki (Subotica, 6. svibnja 1913. – Novi Sad, 9. listopada 1996.) je bio pravnik i kulturni djelatnik Hrvata iz Vojvodine.
Obnašao je dužnost suca Ustavnog suda Vojvodine. Kulturno se angažirao poslije drugog svjetskog rata. Kulturno je okružje za Hrvate bilo povoljno. Tih je godina djelovalo Bunjevačko momačko kolo, Hrvatsko kulturno društvo i ina društva hrvatskog predznaka. Utemeljeno je Hrvatsko narodno kazalište. Hrvati su imali svoj tiskani medij, list Hrvatska riječ. Grad je imao dobre kulturne veze sa Zagrebom pa su u Subotici često gostovali ansambli i umjetnici iz Hrvatske. Takvo je povoljno okružje pogodovalo novoj akciji nacionalne emancipacije Hrvata u Subotici. Marko Horvacki, Matija Poljaković, Balint Vujkov, Ivan Vuković i drugi vodili su 1951. i 1952. akciju da se uvede hrvatski jezik kao nastavni jezik u subotičku gimnaziju i u osmogodišnjim školama u kojima su Hrvati bili većina učenika - 4 škole u Subotici, škole u Đurđinu, Tavankutu i Žedniku.
Branko Ištvančić je snimio dokumentarni film o Marku Horvackom 1993. godine Razgovor s Markom Horvackim.